# Manhattanhenge

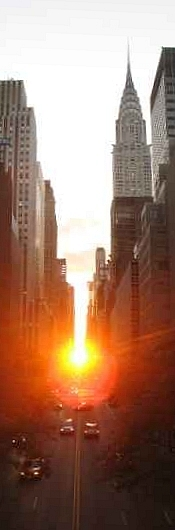
Manhattanhenge, trông như đang nhìn về phía tây dọc theo Đường 42 vào lúc hoàng hôn

Manhattanhenge (đôi khi còn được gọi là điểm chí Manhattan) là một sự kiện diễn ra khi Mặt Trời mọc hoặc khi Mặt Trời lặn nằm thẳng hàng với các tuyến phố Đông - Tây thuộc mạng lưới đường phố chính tại quận Manhattan của thành phố New York.

## Giải thích
Tên "Manhattanhenge" có nguồn gốc từ Stonehenge - những tảng đá cổ đại ở nước Anh mà Mặt Trời cũng nằm thẳng hàng với các tảng đá trên các điểm chí (bao gồm đông chí và hạ chí) tương tự như vậy. Khi Mặt Trời lên thẳng hàng với các phiến đá, người ta cho rằng đó là dấu hiệu báo sự chuyển mùa.
Hiện tượng này cũng diễn ra trong mùa đông, nhưng thường cảnh Mặt Trời lặn sẽ bị thời tiết xấu che khuất. Tại một số thành phố khác có quy hoạch đường phố và mật độ tương tự như Chicago và Toronto (Canada), hiện tượng trên cũng xuất hiện, nhưng không gây nhiều chú ý như ở New York bởi thành phố này có "tầm nhìn rõ về phía chân trời, qua con sông Hudson".
Đây là hiện tượng chỉ xảy ra 4 lần trong 1 năm vào các tháng 5 và tháng 7, 2 lần chỉ có thể nhìn thấy nửa đĩa Mặt Trời và 2 lần có thể thấy cả đĩa.